# Бріджетт Ґордон
Бріджетт Ґордон (англ. Bridgette Gordon, 27 квітня 1967) — американська баскетболістка.

Олімпійська чемпіонка 1988 року.
Бронзова призерка Панамериканських ігор 1991 року.